# Jeugdboekenmaand
Jeugdboekenmaand is een jaarlijkse campagne in Vlaanderen. De organisatie Iedereen Leest vraagt dan aandacht voor het plezier van lezen en voorlezen. Jeugdboekenmaand vindt steeds plaats in de maand maart.

## Historiek
Jeugdboekenmaand is ontstaan in 1972. Toen had het initiatief de naam ‘Jeugdboekenweek’ en bestond de campagne uit twee weken. In 2017 werden de traditionele twee weken uitgebreid naar een maand. In 2021 bestaat Jeugdboekenmaand 50 jaar en luidt de slogan ‘Lezen is een feest’.

## Doel
Jeugdboekenmaand is gericht op kinderen tussen 3 en 15 jaar. Iedereen Leest zorgt daarbij voor boekentips, inspiratie en het verspreiden van promotiematerialen. De organisatie werkt samen met onder andere bibliotheken, scholen en boekhandels.

## Archief
In dit overzicht staan alle thema's (met bijbehorende illustrator sinds 1986).
- 1983: Dromen
- 1984: De wereld in je huis...
- 1985: Over lezen en schrijven
- 1986: Lentekriebels / affiche Paul De Becker
- 1987: Anders is niet gek / affiche Kristien Aertssen
- 1988: Vriend(in) gezocht / affiche Koen Fossey
- 1989: Instappen en weglezen / affiche Nicole Rutten
- 1990: Blij bang boos / affiche Ann Geerinck
- 1991: Zo groot als nu ben ik nog nooit geweest / affiche Wout Olaerts
- 1992: Boe(k)! / affiche Filip Roels en Hugo Minnen
- 1993: Zullen we ruilen? / affiche Hilde van Craen
- 1994: Wie boekt die vindt! / affiche Luc Vandewalle
- 1995: Geen tijd – ik lees / affiche Mieke Lamiroy
- 1996: Lang leze de beesten / affiche André Sollie
- 1997: Kunst met de K van boek / affiche Erika Cotteleer
- 1998: Aboekadabra / affiche Ellen Decock
- 1999: Houden van! / affiche Sofie Moons
- 2000: Feest / affiche Yves Delanghe
- 2001: Dromen / affiche Dorus Brekelmans
- 2002: Onder dak / affiche Geert Vervaeke
- 2003: Jij en ik / affiche Isabelle Vandenabeele
- 2004: Horen & Zien / affiche Ellen Vrijsen
- 2005: Wie Weet Waarom? Woeps! / affiche Joke Klaassen
- 2006: Mijn Familie / affiche Joke van Leeuwen
- 2007: Avontuur! / affiche Tom Schamp
- 2008: Mooi / affiche Erika Cotteleer
- 2009: Achter de spiegel / affiche Pieter Gaudesaboos
- 2010: Recht op boeken! / affiche Klaas Verplancke
- 2011: Geheim / affiche Sebastiaan van Doninck
- 2012: Dieren / affiche Carll Cneut
- 2013: Tijd / affiche Kaatje Vermeire
- 2014: Gevaar / affiche Gerda Dendooven
- 2015: Humor / affiche Korneel Detailleur
- 2016: Weg van de stad / affiche Jan Van Der Veken
- 2017: M/V/X / affiche Pieter van Eenoge
- 2018: Wetenschap & Techniek / affiche Peter Goes
- 2019: Vriendschap / affiche Jacques en Lise
- 2020: Kunst / affiche Isabelle Vandenabeele
- 2021: Lezen is een feest! / affiche Leo Timmers
- 2022: Helden en schurken
- 2023: Geluk